# Badolato
Badolato es un municipio situado en la provincia de Catanzaro, en Calabria (Italia). Tiene una población estimada, a fines de marzo de 2023, de 2824 habitantes.

## Demografía
| Gráfica de evolución demográfica de Badolato entre 1861 y 2023 |
|                                                                |
| Fuente: ISTAT - Elaboración gráfica a cargo de Wikipedia       |